# Inalegolo
Inalegolo is een dorp in het district Kgalagadi in Botswana. De plaats telt 533 inwoners (2011).